# Musée des beaux-arts de Tel Aviv
Le musée des beaux-arts de Tel Aviv est un musée d'art moderne situé à Tel Aviv en Israël.

## Description
Établi en 1932, le musée des beaux-arts de Tel Aviv (Tel Aviv Museum of Art) est situé rue Shlomo Hameleh. C'est le centre culturel le plus important d'Israël, recélant une impressionnante collection d'art moderne et accueillant plus d'un demi-million de visiteurs par an.
Un nouveau bâtiment, conçu par l'architecte américain Preston Scott Cohen, est venu agrandir le musée en 2009.

## Archives d'architecture israélienne
La nouvelle galerie d'architecture israélienne fut ouverte en 2013.

## Artistes dans les collections
- Myriam Bat-Yosef
- William Baziotes
- Emmanuel Bellini
- Hanna Ben-Dov
- Yosl Bergner
- Pierre Bosco
- Marc Chagall : Le Mur des lamentations, Solitude
- Géula Dagan
- Alfred Defossez
- Xavier Degans
- Jean Dubuffet
- Max Ernst
- Alexandre Garbell
- Vassily Kandinsky
- Gustav Klimt
- David Lan-Bar
- Roy Lichtenstein
- André Masson
- Roberto Matta
- Joan Miró
- Claude Monet
- Henry Moore
- Mordecaï Moreh
- Camille Pissarro
- Jackson Pollock
- Mark Rothko
- Chaïm Soutine
- Yves Tanguy
- Vincent van Gogh